# Ewa Air
Ewa Air è una compagnia aerea con sede nell'aeroporto di Dzaoudzi-Pamanzi, nell'isola di  Mayotte. Le operazioni della compagnia aerea sono iniziate nell'ottobre 2013.

## Storia
A seguito di un comunicato stampa del 30 maggio 2013, il lancio ufficiale è avvenuto durante l'inverno australe del 2013, con l'inizio delle attività programmato per il novembre dello stesso anno; tale avvio fu confermato in occasione della sottoscrizione, il 13 settembre 2013, di un protocollo di investimento tra i futuri azionisti.
Il capitale di 4,4 milioni di euro è detenuto al 52,3% dalla società Air Austral di Reunion, il restante 47,7% è diviso tra la Camera di Commercio e Industria di Mayotte (CCIM - 22,7%) e il gruppo Mahoran Issoufali attraverso la società Ylang Invest (25%). La sede è ubicata a Dzaoudzi e il presidente è Marie-Joseph Malé (che è anche presidente di Air Austral). Da notare che Mayotte è l'unica isola che non ha seguito le Comore nel processo di indipendenza ma ha voluto puntigliosamente mantenere i rapporti con la Francia.
Il volo inaugurale (un collegamento Mayotte-Moroni) avrebbe dovuto svolgersi il 29 ottobre 2013 ma fu cancellato, poiché le Comore avevano rifiutato l'atterraggio ad Ewa Air per "incompatibilità politica"; ciò spinse le autorità francesi ad adottare misure di ritorsione simmetriche contro la compagnia comoriana Int'Air Îles. Dopo la risoluzione di questa vertenza, il primo volo Mayotte-Moroni ha avuto luogo il 17 novembre 2013.
Il primo volo verso La Riunione è avvenuto nel 2021 dopo l'acquisizione di un Boeing 737-800 ex-Air Austral.

## Flotta
A maggio 2024 la flotta di Ewa Air risultava così composta: